# Hans Naderer
Hans Naderer (* 10. Jänner 1891 in Oberstinkenbrunn, Niederösterreich; † 28. Juni 1971 in Wien) war ein österreichischer katholischer Bühnenschriftsteller und Journalist im Parlamentsdienst. 

## Leben
Naderer schrieb Lustspiele und Volksstücke, besonders für die Exl-Bühne in Wien, darunter: Die Rosskur, Der lachende Dritte, Die zerrissene Venus, sowie das Drama Lueger, der grosse Österreicher.
Er war Gründer und Leiter der "Österreichischen Theatergemeinde", aber auch des ersten Kriegsgefangenentheaters in Sibirien. 